# Michel Oreste
Michel Oreste (ur. 8 kwietnia 1859, zm. 28 października 1918) – haitański polityk i prawnik.
Sprawował urząd prokuratora generalnego i senatora. W maju 1913 objął stanowisko prezydenta Haiti, jednak już w następnym roku zamach stanu Oreste Zamora dokonany z poparciem USA pozbawił go władzy. Zmarł na wygnaniu w Nowym Jorku.